# Onze-Lieve-Vrouw-Geboortekerk (Oostham)

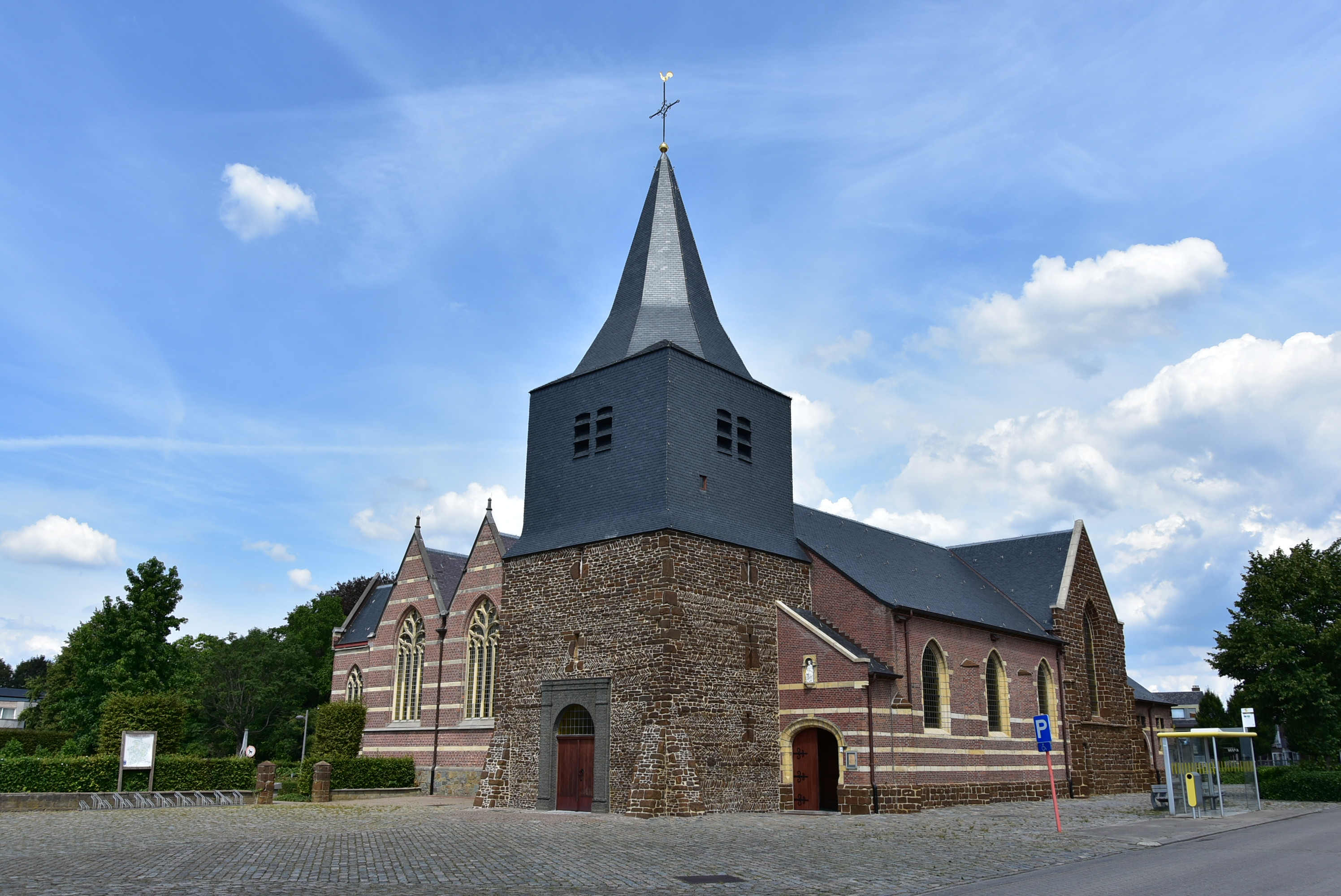
De Onze-Lieve-Vrouw Geboortekerk

De Onze-Lieve-Vrouw-Geboortekerk is de parochiekerk van Oostham, gelegen aan het Heldenplein. De kerk is opgedragen aan Onze-Lieve-Vrouw-Geboorte.

## Geschiedenis
Het eerste kerkje ontstond vermoedelijk in het begin van de 8ste eeuw. Omstreeks 900 werd een steviger  duurzamer kerk opgetrokken uit ijzerzandsteen. Dit was een eenbeukige kerk met rechthoekig koor. Fundamenten hiervan werden in 1940 aan het licht gebracht. Ook uit de 10e eeuw dateert het -nog bestaande- benedenste deel van de kerktoren, die daarmee tot de oudste van België wordt gerekend.
De eerste vergroting stamt uit de 14de eeuw en werd uitgevoerd in opdracht van de Abdij van Averbode, die het patronaatsrecht van de parochie bezat. Het betrof de toevoeging van een laatgotisch koor en transeptarmen. In 1603 werd de kerk uitgebreid tot een pseudobasiliek, waartoe twee zijbeuken werden aangebracht. Ook werd een kapel voor de Heren van Ham ingericht. Grote herstellingen vonden plaats in 1749, 1757 en 1758. Van 1836-1839 werden de kapelgevels afgebroken en werd het geheel onder één dak gebracht. Ook werd een portaal in de toren aangebracht, terwijl de kapel van de Heren van Ham tot sacristie werd verbouwd.
In 1934 werd -onder leiding van architect Christiaens- een nieuw, neogotisch schip gebouwd, met neogotisch koor, dat haaks op de oorspronkelijke kerk stond. Hieraan werd de vroegere noordbeuk opgeofferd. De kerk werd echter door brand verwoest op 11 mei 1940. Slechts de buitenmuren en de toren bleven gespaard. Van 1956-1958 werd de kerk, naar de situatie van ná 1934, herbouwd door architect N. van Malleghem.

## Bouwwerk
Het onderste deel van de gedrongen, vierkante kerktoren bestaat nog steeds uit het ijzerzandsteen van de jaren 10e eeuw. Het is uitgevoerd in opus spicatum. Vroeger was de toren geheel gesloten, het portaal werd eerst in 1836 aangebracht. Het bovendeel is van hout en bedekt met leien. Het heeft een gedrongen, ingesnoerde naaldspits. De toren is één der oudste en merkwaardigste van België.
Het oorspronkelijke schip is uitgevoerd in baksteen, met zandstenen speklagen, terwijl het neogotische transept in ijzerzandsteen is uitgevoerd.

## Kunstschatten
De kerk bezit een rijke beeldenschat, bestaande uit negentien houten heiligenbeelden die voor het merendeel uit de 16e eeuw stammen. Minstens vier beelden (Lucia, Lambertus, Barbara en Catharina) werden vervaardigd door de zogeheten Meester van Ham. Ook is er een houten 16e-eeuws Christoffelbeeld, een gotische Man van Smarten uit de 15e eeuw, en een processiemadonna uit de 18e eeuw.

## Galerij

Kunstwerken in de kerk
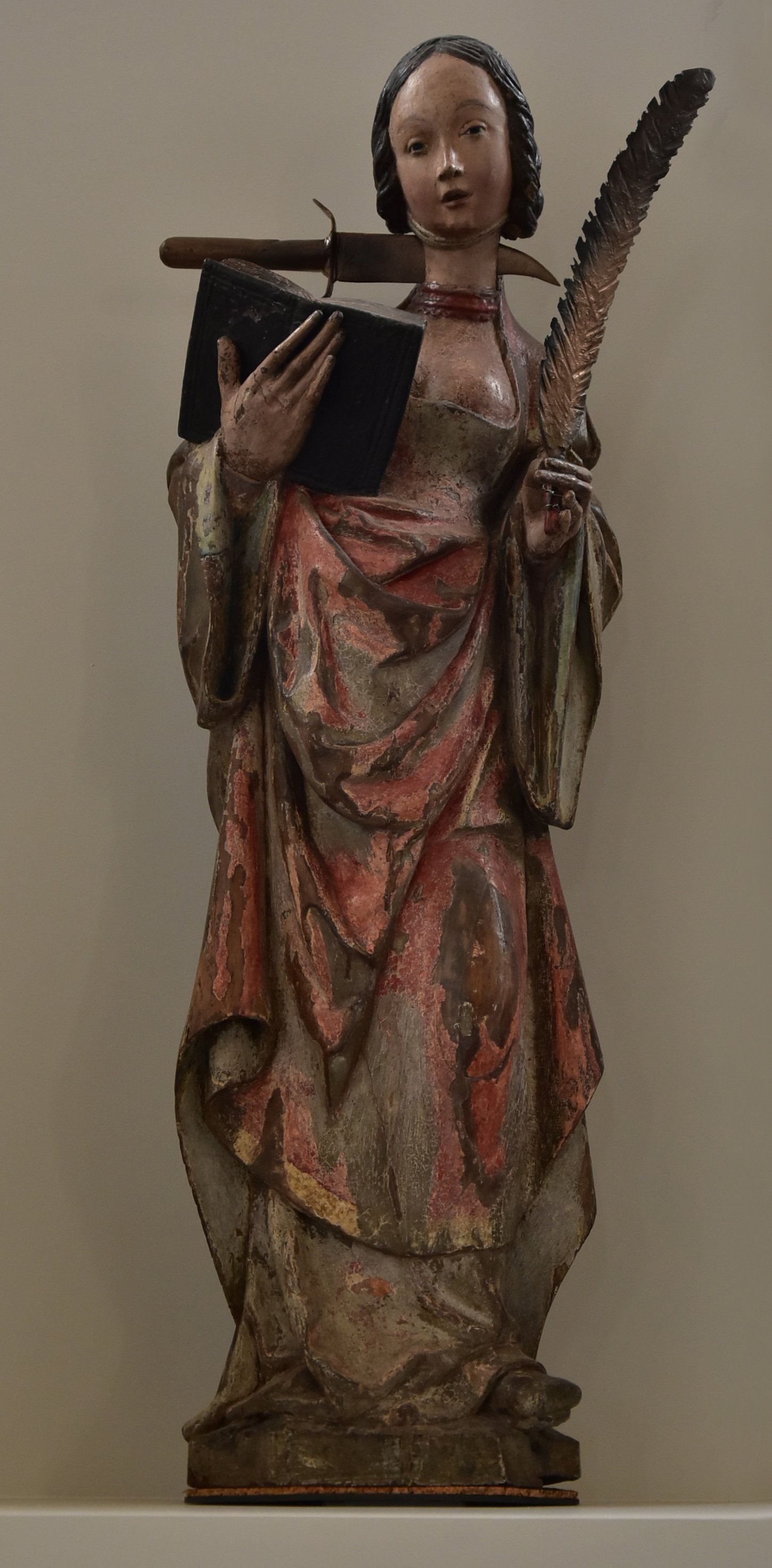
Lucia van Syracuse (16e eeuw)
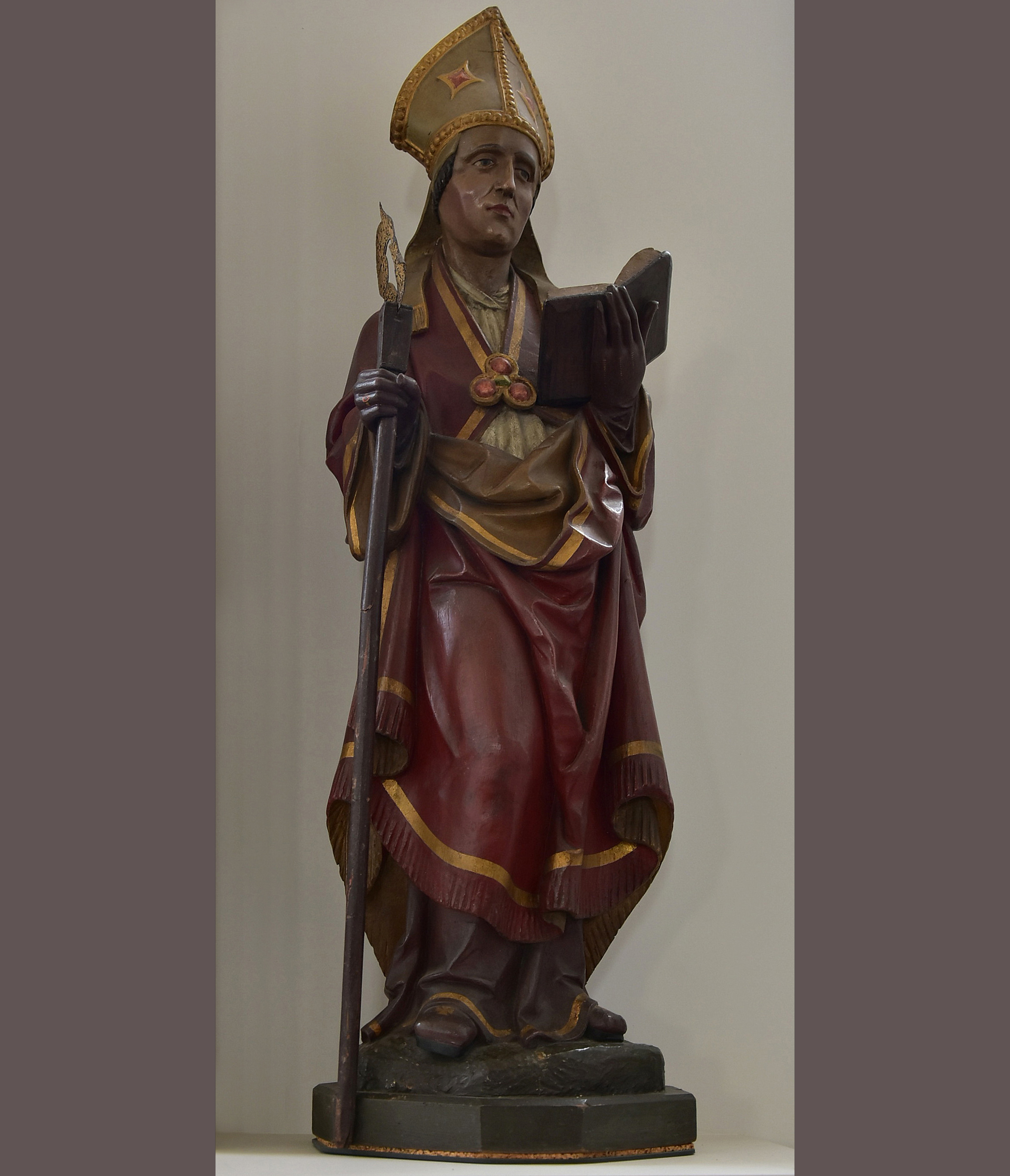
Lambertus van Maastricht (15e eeuw)
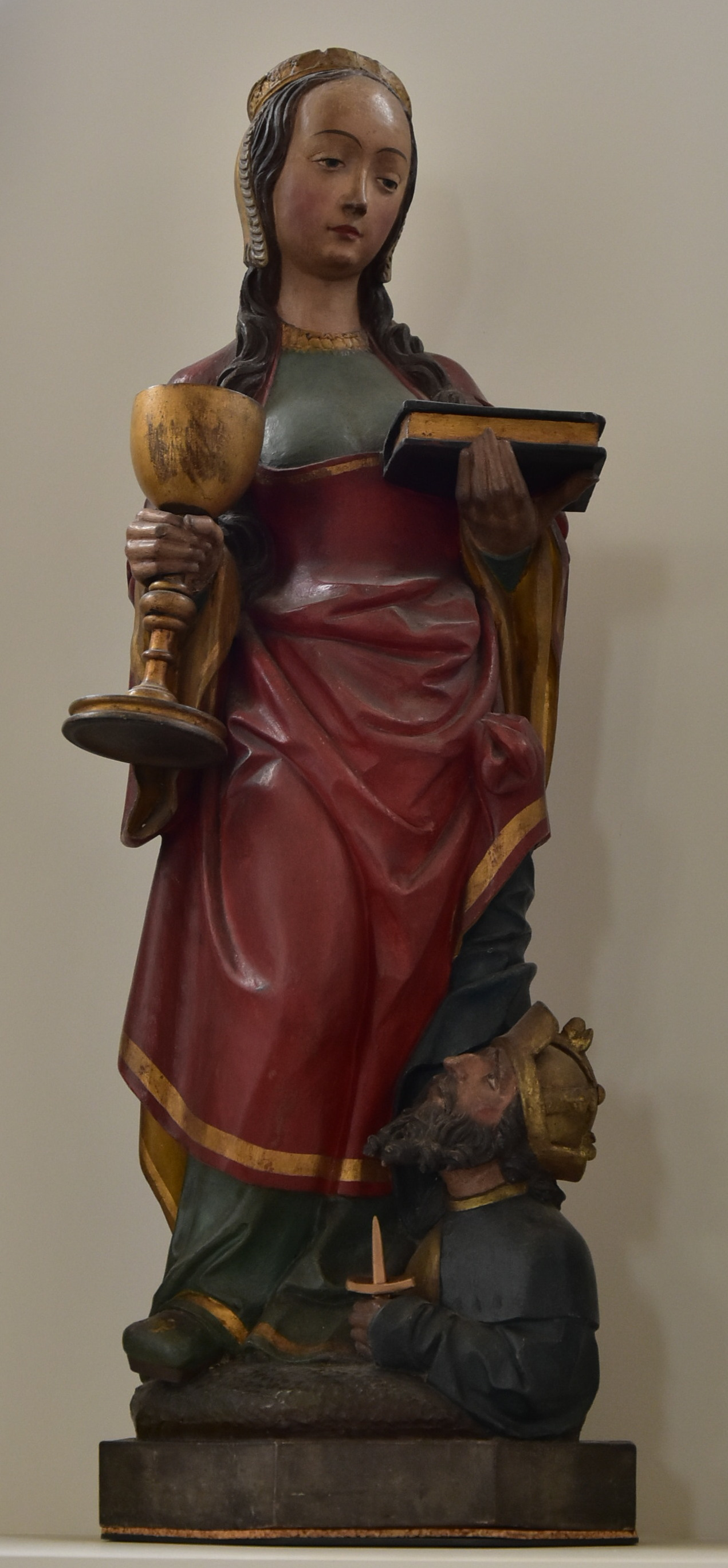
Catharina van Alexandrië (16e eeuw)
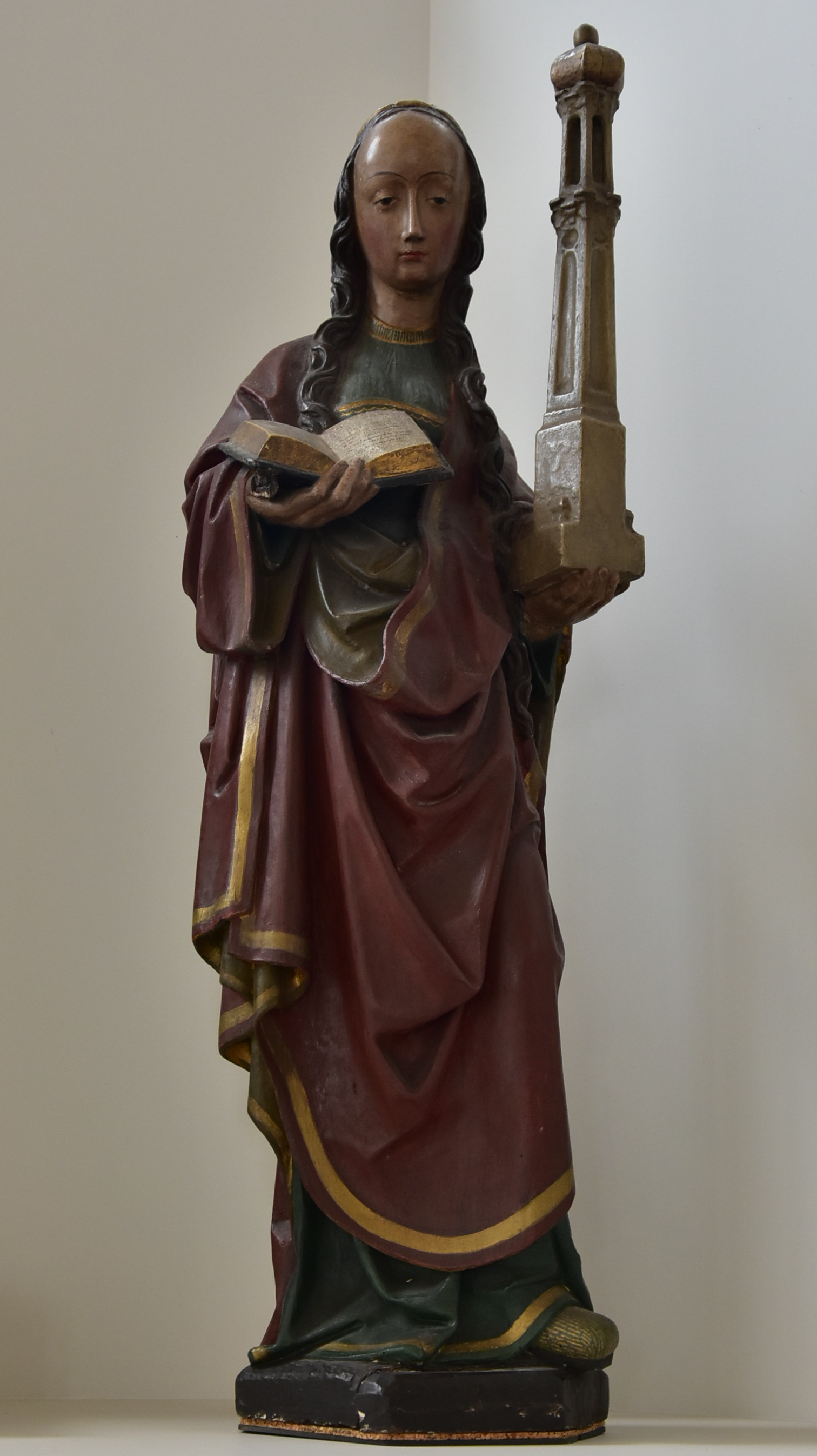
Barbara van Nicomedië
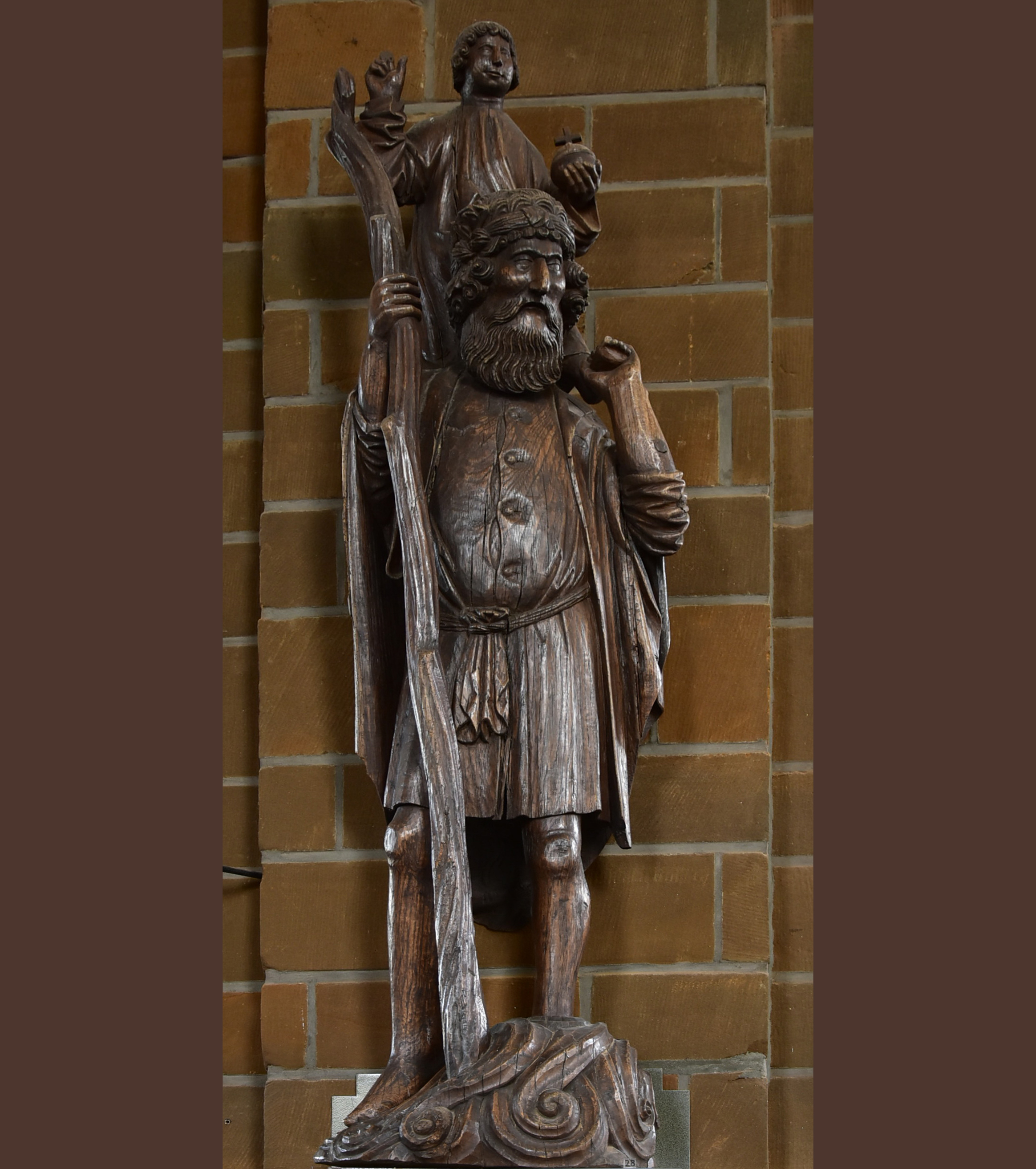
Christoffel van Lycië (16e eeuw)
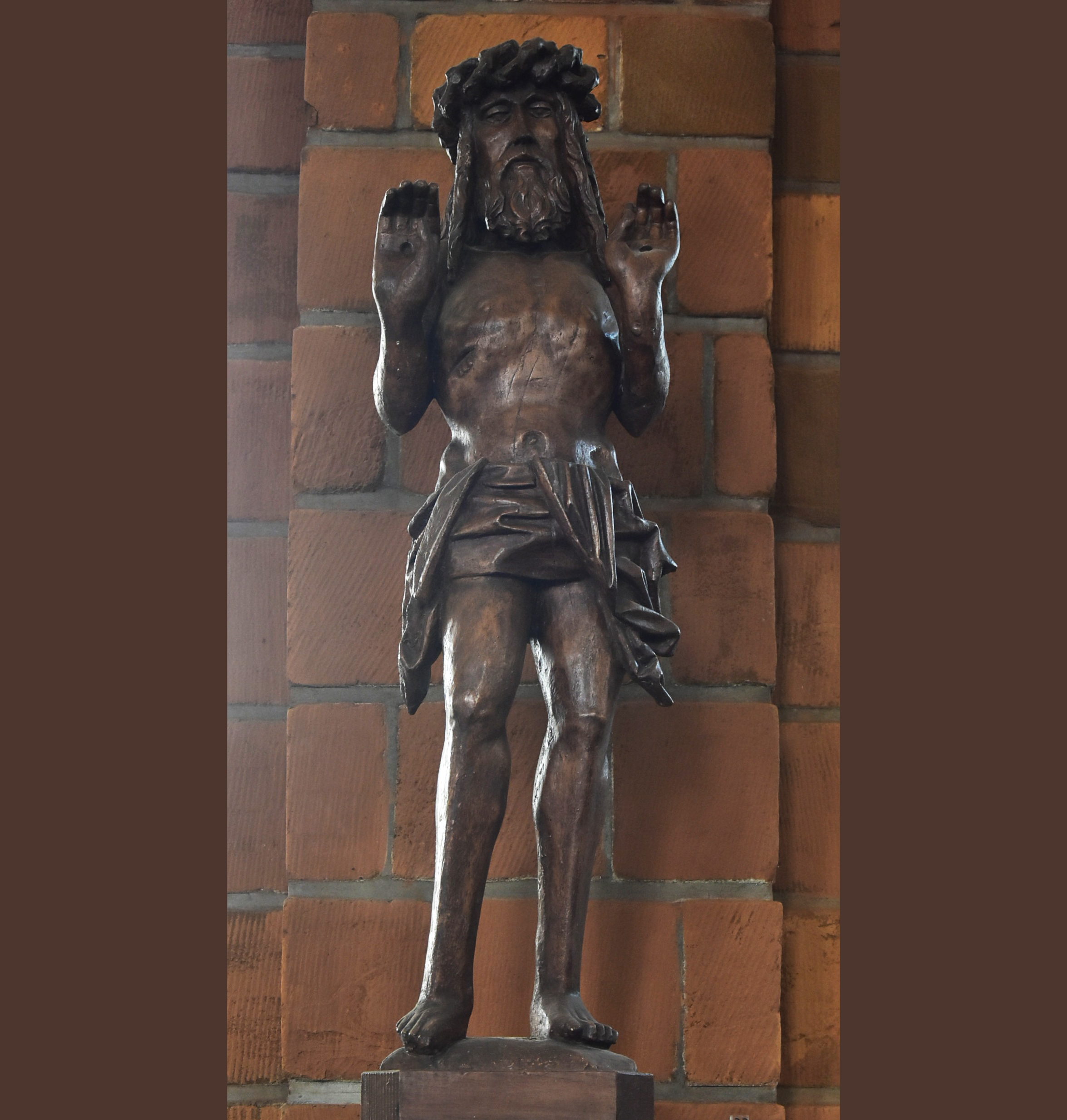
Man van Smarten (15e eeuw)
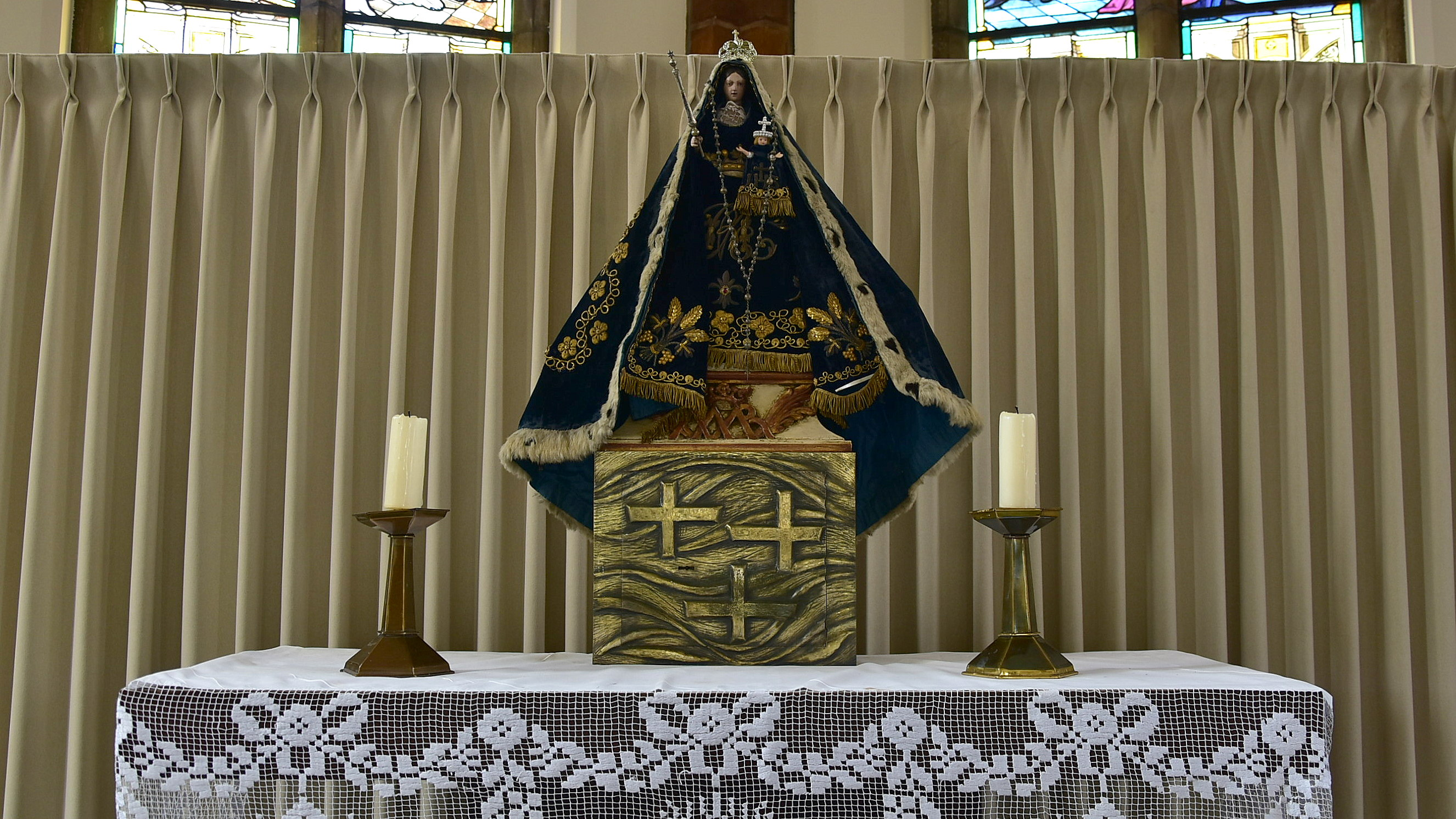
De processiemadonna (18e eeuw)

## Kerkhof
Op het naast de kerk gelegen voormalige kerkhof werd in 2004 een monumentenpark ingericht, waar de oorlogsmonumenten uit de gemeente Ham een plaats hebben gekregen.